# Hermann Post

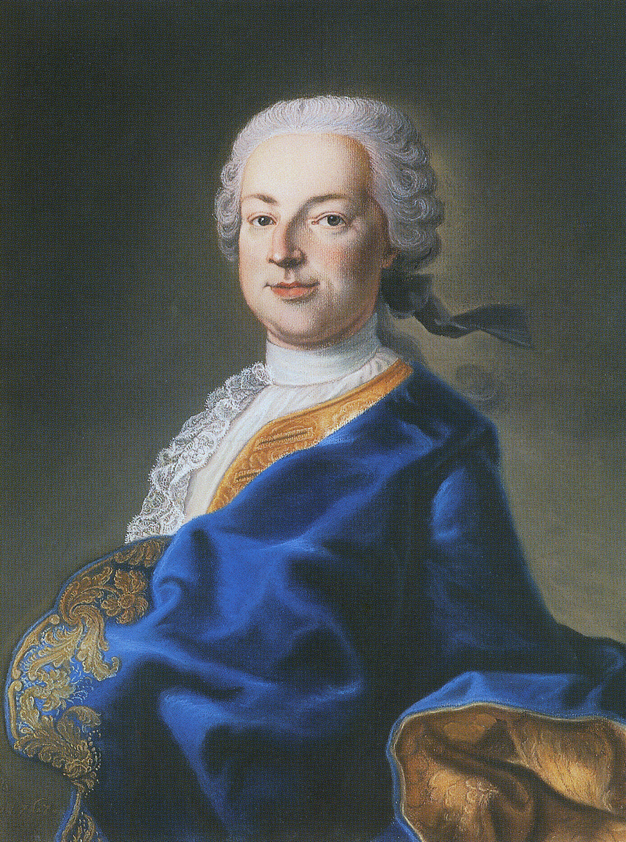
Hermann Post in einem Porträt von 1767 (erstellt nach einer Vorlage aus dem Jahr 1740)

Hermann Post, auch Hermann von Post, (* 3. Oktober 1693 in Bremen; † 13. November 1762 in Bremen) war ein deutscher Jurist und der erste hauptamtliche bremische Staatsarchivar.

## Biografie
Post war Sohn eines wohlhabenden Kaufmanns, dessen Vorfahren Anfang des 17. Jahrhunderts nach Bremen gekommen waren. Sein Vater war Bauherr der Liebfrauenkirche und Verwalter des Zeughauses, seine Mutter war eine Tochter von Bürgermeister Johann Vagt. Er absolvierte eine gründliche Schulbildung und besuchte ab 1710 das Gymnasium illustre. Anschließend studierte er fünf Semester Rechtswissenschaften an der Universität Utrecht und ging 1716  nach Erfurt um zum Doctor iuris utriusque zu promovieren.
Nach Erlangung der Doktorenwürde unternahm er eine ausgedehnte, fast eineinhalb Jahre lange Reise – den ersten Teil davon in Begleitung seines Mentors und Lehrers Johann Jacob Mascov. Über Nürnberg und Regensburg reiste er nach Wien, dann weiter nach Venedig, Rom, Neapel, Florenz, Siena, Genua, Turin, Genf und Paris, und schließlich über Brüssel und Den Haag zurück nach Bremen, wo er 1718 kurz nach seiner Rückkehr Rebecca von Line, eine Tochter von Bürgermeister Liborius von Line heiratete, mit der er insgesamt zwölf Kinder hatte. 1719 wurde die Familie Post von Kaiser Karl VI. in den erblichen Adelsstand erhoben.

### Sammler und Autor
Post war lebhaft an der Geschichte seiner Heimatstadt interessiert und hatte über die Jahre eine bedeutende Privatsammlung von 600 Abschriften aus Urkunden, Akten und Chroniken angelegt. Außerdem verfasste er mehrere bedeutende Abhandlungen zu Themen der Bremer Geschichte, wie Brema literata (1726), ein Register literarisch bekannter Männer der Stadt in Fortsetzung des Werks von Henrich Iken;  Fasti consulares et senatorii (1726), eine Auflistung sämtlicher Mitglieder des Bremer Rates von 1433 bis 1725; Inscriptiones liberae reipublicae Bremensis, eine Zusammenstellung aller Inschriften an Gebäuden, auf Grabsteinen, Glocken und Geschützen der Stadt und Stemmata familiarum Bremensium, ein Werk über die Stammbäume von 300 alten bremischen Familien. Des Weiteren schrieb er in Fortsetzung der Chronica der Stadt Bremen von Johann Renner einen Abriss der bremischen Geschichte bis 1754 in mehreren Bänden. In Würdigung seiner Verdienste um die Bewahrung und Erforschung der Geschichte der Hansestadt wurde er zum Ehrenmitglied der Bremischen Deutschen Gesellschaft ernannt.
Darüber hinaus war Post Sammler von Münzen, Medaillen und Gemmen. Begonnen hatte er damit auf seiner Italienreise 1716/17, auf der er die Bekanntschaft des italienischen Antiquars Francesco de’ Ficoroni machte, mit dem er in den folgenden Jahren immer wieder in Brief-Korrespondenz zu Fragen der Numismatik stand.

### Staatsarchivar
Auf Grund des desolaten Zustandes der Akten des Bremer Rates wurde Hermann Post 1727 für ein Jahresgehalt von 300 Reichstalern zum ersten Berufsarchivar der Stadt ernannt. Zuvor war die Aufgabe kommissarisch von Ratsherrn oder Bürgermeistern geleistet worden. Im Ratsprotokoll heißt es dazu: „[Es war] vorgestellt, dass es woll höchst nöhtig wäre, und auch von vornehmer Hand angerathen worden, doch ein Archivarium zu bestellen.“
Post führte die verstreut gelagerten Aktenbestände im Rathaus zusammen und trennte die bis dahin vermischten Regierungs- und Verwaltungsdokumente von den Schriften der Justizregistraturen. In Erweiterung eines von Bürgermeister Diedrich Hoyer Ende des 16. Jahrhunderts begonnenen Registers schuf Post ein Klassifikationssystem einander abwechselnder litterierter und nummerierter Ober- und Untergruppen für die Akten des Rates. Diese sogenannte „Postsche Ordnung“ erwies sich als so flexibel, dass sie bis weit ins 19. Jahrhundert hinein im Wesentlichen erhalten blieb.
Darüber hinaus nahm er ab 1743 eine Neuordnung und Verzeichnung der Dokumente aus der Tresekammer vor. Die Trese (von lateinisch thesaurus, deutsch ‚Schatz‘) umfasste die seit dem 13. Jahrhundert im Nordturm der Liebfrauenkirche verwahrten Urkunden der Stadt wie Privilegien, Verträge und Besitztitel.
Im Oktober 1762 schied Post krankheitsbedingt aus dem Amt aus. Ihm folgten als Archivar seine Söhne Simon Hermann Post (1724–1808) und später Liborius Diederich Post (1737–1822).

## Schriften
- De felicibs ecclesiae Bremensis initiis et ejus primorum episcoporum meritis schediasma. 1722.
- Brema literata. 1726.
- Fasti consulares et senatorii. 1726.[3]
- Tagebuch seiner Reise in den Jahren 1716 bis 1718. Diarium itineris sui per Germaniam, Italiam, Helvetiam, Galliam & Belgium ex observationibus, literis et schedulis. Nach der Handschrift hrsg., eingeleitet u. kommentiert von Hans-Wolf Jäger. Temmen, Bremen 1993, ISBN 3-86108-103-2.